# یوتا صلیب
یوتا صلیب یک ستاره است که در صورت فلکی چلیپا قرار دارد.